# Хоммель, Иоганн
Иоганн Хоммель (известный как Homelius, Hummelius, Homilius, Hummel) (нем. Johannes Hommel; 2 февраля 1518, Мемминген, (Бавария) — 4 июля 1562, Лейпциг) — немецкий математик и астроном. Протестантский теолог.

## Биография
В 1540 году поступил на учёбу в Страсбургский университет, затем продолжил обучение в Виттенбергском университете. Получил академическую степень магистра в области гуманитарных наук (1543) и под влиянием учения Лютера стал проповедником в Меммингене.
В 1548 году из-за Аугсбургского временного постановления, предписывавшего протестантам признать главенство Римского Папы, был вынужден покинуть город.
Глубокие знания математики привели его в Аугсбург ко двору императора Карла V, где он, обладающий мастерством, изготовил часы, которые император подарил турецкому султану Сулейману I. Работы Хоммеля сделали его настолько популярным у императора, что в 1553 году Карл V пожаловал ему дворянство.
Однако, как истинный последователь евангельского учения, Хоммель не остался при дворе императора, и отправился в Саксонию ко двору курфюрста Августа. В сентябре 1555 года был доверенным лицом Августа и, как пишут, его советчиком во всех астрономических и астрологических вопросах. За свою деятельность он получил годовой оклад в 300 талеров и бесплатную квартиру в Дрезденском дворце

## Научная деятельность
В 1551 году Хоммель был назначен профессором математики Лейпцигского университета, а в 1560 — избирался его ректором.
Читал курс лекций по астрономии. Предложил Тихо Браге свои разработки в области линии трансверсалей, полученных в результате наблюдений широты Лейпцига 51°9’17".
Хоммель опубликовал одну своих работ, однако оставил несколько рукописей, изготовил ряд астрономических инструментов и завещал свою библиотеку университету Лейпцига.
В 1935 году именем астронома был назван лунный кратер Hommel.